# Vaso Vasic
Vaso Vasić (en serbe en écriture cyrillique : Васо Васић), né le 26 avril 1990 à Leuggern, est un footballeur serbe. Il évolue en tant que gardien de but au FC Lucerne.

## Biographie
Avec le club du Grasshopper Zurich, il participe aux tours préliminaires de la Ligue des champions et de la Ligue Europa.

## Palmarès
- Champion de Suisse de D3 en 2013 avec le FC Schaffhouse